# Ӆ
Ӆ, ӆ – litera rozszerzonej cyrylicy, wykorzystywana w języku kildin. Oznacza dźwięk [ɬ], tj. spółgłoskę boczną szczelinową dziąsłową bezdźwięczną.

## Kodowanie
| Znak                   | Ӆ                                    | Ӆ                                    | ӆ                                  | ӆ                                  |
| ---------------------- | ------------------------------------ | ------------------------------------ | ---------------------------------- | ---------------------------------- |
| Nazwa w Unikodzie      | Cyrillic Capital Letter El with Tail | Cyrillic Capital Letter El with Tail | Cyrillic Small Letter El with Tail | Cyrillic Small Letter El with Tail |
| Kodowanie              | dziesiątkowo                         | szesnastkowo                         | dziesiątkowo                       | szesnastkowo                       |
| Unicode                | 1221                                 | U+04C5                               | 1222                               | U+04C6                             |
| UTF-8                  | 211 133                              | d3 85                                | 211 134                            | d3 86                              |
| Odwołania znakowe SGML | &#1221;                              | &#x04C5;                             | &#1222;                            | &#x04C6;                           |